# Карлсруе-Мюльбург
49°00′52″ пн. ш. 8°21′04″ сх. д. / 49.0145° пн. ш. 8.35117° сх. д.
Карлсруе-Мюльбург (нім. Bahnhof Karlsruhe-Mühlburg) — зупинний пункт в районі Мюльбург міста Карлсруе, Німеччина на 20,9-му кілометрі маршруту залізниці Вінден — Карлсруе.

## Розташування
Колишня залізнична станція і нинішній зупинний пункт Карлсруе-Мюльбург розташована на заході району Мюльбург міста Карлсруе. 
Він замінив стару залізничну станцію Мюльбург, чиє розташування було змінено через переміщення станції Карлсруе-Головний в 1913 році.

## Історія
Під час перенесення станції Карлсруе-Головний з центру міста на Еттлінгер-тор до його нинішнього місця — на той час на південній околиці міста — в 1913 році, маршрут між Кнілінгеном і розташування станції довелося змінити. 
Через цю перебудову Мюльбург отримав пункт зупинки на маршруті. 
У той же час маршрут Максаубан було закрито, а пасажирський рух із напрямку Пфальц (Залізниця Нойштадт — Вісембург) і Грабен-Нойдорф (Гардтбан) був спрямований через вантажну залізницю, яка була побудована за 20 років до відкриття нової станції Карлсруе-Головний.
У 1938 році дистанція Мюльбург – Максау отримала новий маршрут; маршрут, який раніше проходив через Кнілінген, проходив повз західний край поселення. 

Оскільки з 1950 року кількість пасажирів на Гардтбані (маршрут 302e), безперервно зменшувалася, пасажирські перевезення по всьому маршруту було припинено 28 травня 1967 року. 

Щоб полегшити роботу на Гардтбані, компанія Albtal-Verkehrs-Gesellschaft (AVG), яка вже в 1960-х роках придбала Гардтбан для обслуговування штадтбаном, згодом викупила весь маршрут у Deutsche Bahn AG (DB), включно з вантажною сполучною залізницею Нойройт — Мюльбург, і з тих пір також відповідає за решту вантажних перевезень Гардтбаном.
У 2010 році між центром міста Карлсруе, Вертом і Гермерсгаймом запрацювали лінії штадтбану S51 і S52. 
S5, використовує лише дистанцію між Вертом і Максау та прямує від Верта до Альбтальбангофу, також обслуговуючи Мюльбург.

## Вокзал
У досить величному вокзалі Мюльбурга тепер знаходиться McDonald's.

## Операції
Поїзди Regionalbahn за маршрутом Нойштадт-ан-дер-Вайнштрассе – Карлсруе (RB 51, DB Regio Mitte) зупиняються на зупинному пункті Карлсруе-Мюльбург щогодини. 
У будні, в години пік, потяги штадтбану лінії S52 (AVG) також зупиняються на маршруті Карлсруе – Гермерсгайм, як і деякі потяги на лінії Regional-Express RE6 (DB Regio Mitte) у Мюльбурзі, які в іншому випадку проходять через станцію.

### Регіональний трафік
| Лінія    | Маршрут | Інтервал                    |
| -------- | --- | --------------------------- |
| RE 6     | Нойштадт (Вайнштраф) – Ландау (Пфальц) – Вінден (Пфальц) – Кандель – Верт (Рейн) – Карлсруе-Мюльбург – Карлсруе-Головний             | окремих поїзди у годину пік |
| RB 51    | Нойштадт (Вайнштраф) – Еденкобен – Ландау (Пфальц) – Вінден (Пфальц) – Кандель – Верт (Рейн) – Карлсруе-Мюльбург – Карлсруе-Головний | Щогодини                    |
| RB 52    | Лаутербург – Гагенбах – Верт (Рейн) – Карлсруе-Мюльбург – Карлсруе-Головний                                                          | окремі поїзди               |
| RB 54    | Бад-Бергцаберн – Вінден (Пфальц) – Кандель – Верт (Рейн) – Карлсруе-Мюльбург – Карлсруе-Головний                                     | окремі поїзди               |
| RE/RB 55 | Пірмазенс – Анвайлер-ам-Тріфельс – Ландау (Пфальц) – Кандель – Верт (Рейн) – Карлсруе-Мюльбург – Карлсруе-Головний                   | окремі поїзди               |

### Штадтбан
| Лінія | Маршрут | Інтервал              |
| ----- | --- | --------------------- |
| S52   | Маркплатц-Карлсруе (U) – привокзальна площа Карлсруе – Карлсруе-Західний – Карлсруе-Мюльбург – Максиміліансау – Верт (Рейн) – Йокгрім – Райнцаберн – Рюльцгайм – Белльгайм – Гермерсгайм | щогодини у годину пік |

## Пересадки
Зупинний пункт Карлсруе-Мюльбург та трамвайна зупинка Ламейплац у безпосередній близькості від зупинного пункту утворюють невеликий пересадний вузол на північному заході Карлсруе. 
Зупинний пункт Карлсруе-Мюльбург сполучений із трамвайною зупинкою пішохідним переходом над федеральною трасою 36 і трамвайними коліями в напрямку Кнілінгена. 
Лінії штадтбану S5, S12 і S51, а також трамвай лінії 5 зупиняються на Ламейплац, що забезпечує пряме сполучення з Кнілінгеном, Вертом, Гермерсгаймом, Пфінцталем, Ремхінгеном, Пфорцгаймом і центром міста Карлсруе.